# Po rozum do mrówek
Po rozum do mrówek (ang. The Ant Bully, 2006) – amerykański film animowany, oparty na książce Johna Nickle’a. Film wyprodukowała wytwórnia Warner Bros., a producentem był Tom Hanks.

## Obsada
- Julia Roberts – Hovie
- Nicolas Cage – Zoc
- Zach Tyler – Lucas Nickle
- Meryl Streep – Królowa
- Paul Giamatti – Stan Beals
- Regina King – Kreela
- Bruce Campbell – Fugax
- Lily Tomlin – Mommo
- Larry Miller – Fred Nickle

## Wersja polska
Opracowanie wersji polskiej: Start International Polska

Reżyseria: Joanna Wizmur

Dialogi polskie: Bartosz Wierzbięta

Dźwięk i montaż: Sławomir Czwórnóg
W wersji polskiej udział wzięli:
- Kajetan Lewandowski – Lucas Nickle
- Agnieszka Warchulska – Pielęgniarka Hovie
- Grzegorz Wons – Czarownic Zoc
- Barbara Kałużna – Poszukiwaczka Kreela
- Krzysztof Banaszyk – Zwiadowca Fugax
- Cezary Kwieciński – Stan Beals
- Joanna Węgrzynowska – Doreen Nickle
- Adam Bauman – Fred Nickle
- Beata Wyrąbkiewicz – Tiffany Nickle
- Elżbieta Gaertner – Mommo
- Franciszek Boberek – Steve
- Bartosz Szulim – Nicky
- Agata Kulesza – Królowa
- Grzegorz Pawlak – Szef os
- Marek Robaczewski – Żaba
- Marek Obertyn – Przewodniczący rady
- Dariusz Błażejewski – Mrówka malarz
- Tomasz Steciuk – Brett
- Jacek Lenartowicz – Mucha

oraz
- Krzysztof Szczerbiński
- Zbigniew Konopka
- Jarosław Boberek
- Miłogost Reczek
- Paweł Szczesny
- Jan Kulczycki